# Rameau communicant gris
Ne doit pas être confondu avec rameau communicant blanc.
2 - Neurones moteurs
3 - Moelle spinale
4 - Substance blanche
5 - Substance grise
6 - Racine antérieure ou motrice
7 - Racine postérieure ou sensitive
8 - Ganglion spinal
9 - Nerf spinal
10 - Rameau postérieur ou dorsal
11 - Rameau antérieur ou ventral
12 - Rameaux communicants
13 - Rameau communicant gris
14 - Rameau communicant blanc
15 - Tronc sympathique latérovertébral
16 - rameau interganglionnaire du tronc sympathique
17 - Ganglion du tronc sympathique
Les rameaux communicants gris sont 23 paires de petits nerfs reliant les 23 paires de ganglions sympathiques du tronc sympathique aux nerfs spinaux. Ils n'existent qu'au niveau des nerfs cervicaux, des nerfs thoraciques et des trois premiers nerfs lombaires.
Ils font partie du système nerveux sympathique servant de relais pour les informations entre le tronc sympathique et les organes innervés et sont constitués de fibres non myélinisées.
Ces fibres se distribuent à de la peau et aux vaisseaux sanguins de l'ensemble du corps en dehors du visage.
Au niveau thoracique et aux deux premiers niveaux lombaires, les rameaux gris coexistent avec les rameaux communicants blancs. Un rameau gris a une position légèrement proximale vis-à-vis du rameau blanc adjacent.